# Neominettia contigua
Neominettia contigua är en tvåvingeart som först beskrevs av Fabricius 1794.  Neominettia contigua ingår i släktet Neominettia och familjen lövflugor. Inga underarter finns listade i Catalogue of Life.